# ヘルール族

ハドリアヌス帝時代（117年 - 138年）のローマ帝国の地図。ヘルリ族の故郷と見られる場所（デンマークの島嶼部とスウェーデンのスコーネ地方）に Heruli の文字がある。

ヘルール族またはヘルリ族（Heruli）はゲルマン人の放浪部族で、3世紀から5世紀に東ゴート族、フン族、東ローマ帝国に征服された。その名称は「earl」（伯爵、古くは勇士や貴族一般を指した。記事「ヤールも参照）に関係しており、なんらかの軍事的尊称だったと見られている。西ローマ帝国最後の皇帝ロムルス・アウグストゥルスを廃位させたオドアケルはヘルール族出身とも言われている。

## 歴史
6世紀の歴史家ヨルダネスはヘルール族について、デーン人に故郷を奪われて放浪の民になったという言い伝えを記録しており、その故郷を現在のデンマークの島嶼部とスウェーデンの南端部だとしている。プロコピオスによれば、ヘルール族に近い血族がトゥーレ（スカンジナビア）にいたという。また、彼らがバルカン半島にいたころ王殺しを行い（ドーマルディ参照）、トゥーレに使者を送って新しい王を要求したとしている。その要求は認められ、新たな王が200人の若者と共に到着したという。
ヘルール族について古代ローマの著作家が最初に記したのはガッリエヌス帝の時代（260年 - 268年）で、そのころヘルール族がゴート族を伴って黒海沿岸やエーゲ海沿岸を荒らしまわっていた。彼らは267年にビュザンティオンで略奪したが、その一部は2年後のナイススの戦いで大半が殺された。別の一団は289年、ライン川河口で目撃されている。

ローマ帝国後期のヘルール族で構成された軍団 Heruli seniores の盾の模様

4世紀末には、ヘルール族は東ゴート族に征服された。375年、東ゴート族のエルマナリクの国がフン族に壊滅させられると、ヘルール族はフン族に従うようになった。ヘルール族が自らの国を建国するのはフン族が衰退してきた5世紀後半以降で、スロバキア南部のティサ川流域周辺に建国した。
この王国がランゴバルド人に破壊されると、ヘルール族の勢力も衰えた。残ったヘルール族はランゴバルド人に従ってイタリアに移動し、一部はゲピド族の下に身を寄せたと見られている。マルケリヌス・コメス（6世紀の歴史家）は、人口が減って荒廃したシンギドゥヌム（現在のベオグラード）への彼らの定住を東ローマ帝国が認めたと記録している。これは、アナスタシウス1世の命により、512年6月29日から8月31日の間に行われた。約1世代後、この小国についての記録は見られなくなる。
記録によれば、ヘルール族は東ローマ帝国の傭兵として長年働いており、特にベリサリウスのイタリア、シリア、北アフリカへの遠征に従軍した。この時代の有名なヘルール族の司令官としてPharasがいる。ベリサリウスの遠征では、数千人のヘルール族が親衛隊の役目を果たした。このヘルール族の傭兵も6世紀中ごろ以降は記録が見られなくなる。
プロコピオスによれば、多くのヘルール族はスカンジナビアに戻りイェーアト族 (Gautoi) のそばに住み着いたという。彼らが再定住した場所はヴェルムランド地方かブレーキンゲ地方およびスモーランド地方と見られており、後者には古くから男女平等の相続を認める習慣がある。スウェーデンの高貴な家系の一族の中には、この戻ってきたヘルール族の末裔を自称する家もある。ただし、そのような自称が真実だと広く認められているわけではない。また、戻ってきたのはアイスランドを（ヴァイキングよりも前に）植民地化したヘルール族だとする説もある。
ヘルール族は、アングロサクソンの歴史やフランク人の歴史、北欧の歴史にはその名が登場しない。そのため、それらの地域では別の名で知られていたと見られている。ブリタニカ百科事典1911年版では、アングロ・サクソンによく見られる eorlas（貴族）、古サクソン人の erlos（男）がヘルール族の名ではないかと示唆し、erlos の単数形 erilaz が北方の古い碑文によく見られることから "Heruli" も何らかの尊称ではないかとしている。
3世紀末以降、ヘルール族はガリアおよびスペインでの侵略者としてサクソン人やアラマンニ人と併記されている。これを一般に西ヘルールと呼び、ライン川下流域のどこかに定住したと見られている。
イタリアのローマやナルニの有力な一族エローリ家 (Eroli) は、Eroli の語源について、オドアケルがイタリアを征服した後に定住したヘルール族の末裔だからと主張している。

### 同性愛
プロコピオスによれば、ヘルール族には戦士同士の儀式的な同性愛の習慣があったという。著書 De Bello Gothico (VI. xiv. 36) の中にそのような記述があるが、詳しく解説していない。彼はまた、ヘルール族の若い兵が盾も持たずに戦いに臨むことを記している。最初の戦闘で盾を持たずに生き延びたら本当に成人したと認められ、盾が与えられるという。
同性愛の歴史を研究している David Greenberg はこのプロコピオスの記述について、ヘルール族の同性愛の習慣は一種の入門の儀式であり、古いゲルマン人の男性社会（Männerbünde）における「成長の儀式としての少年愛の習慣」であり、インド・ヨーロッパ文化に普遍的に見られるものだとした。これはまた、マルケリヌス・アンミアヌス (31.9.5) がヘルール族とも関係が深いスエビ族の支族であるタイファリ族の習慣として記録しているものとほぼ同じである。
フランスの歴史家 Bernard Sergent らは、儀式的な戦士同士の少年愛（年長者と少年との性愛）がインド・ヨーロッパ文化圏で共通に見られるとしている。儀式的同性愛については、古代ギリシア、スキタイ、ケルト人などについて文献が豊富にある。